# Stenodynerus laticinctus
Stenodynerus laticinctus är en stekelart som först beskrevs av Schulthess 1897.  Stenodynerus laticinctus ingår i släktet smalgetingar, och familjen Eumenidae. Utöver nominatformen finns också underarten S. l. serus.